# Merycoides
Merycoides es un género extinto de oreodonte de la familia Merycoidodontidae , endémico de América del Norte que vivió durante el Oligoceno hace entre 30.8—24.8 millones de años aproximadamente.

## Taxonomía
Merycoides fue nombrado por  Douglass (1907). La especie tipo es Merycoides cursor. Fue sinónimo subjetivo con Mesoreodon de Loomis (1920). Fue asignado a Merycoidodontidae por Douglass (1907), Loomis (1924), Thorpe (1937) y Lander (1998). Es sinónimo de  Paramerychyus.

## Morfología
M. Mendoza examinó dos especímenes para averiguar su masa corporal. Se estimó que el primer espécimen pesaba 67,6 kg (149 lb). Se estimó que el segundo espécimen pesaba 118,3 kg (260,8 lb).

## Distribución fósil
Los fósiles han sido descubiertos en todo el oeste de los Estados Unidos, así como en Florida.